# Mario Moronta
Mario del Valle Moronta Rodríguez (ur. 10 lutego 1949 w Caracas, zm. 4 sierpnia 2025 w San Cristóbal) – wenezuelski duchowny katolicki, w latach 1999–2024 biskup diecezji San Cristóbal.

## Życiorys
19 kwietnia 1975 otrzymał święcenia kapłańskie.
4 kwietnia 1990 został mianowany biskupem pomocniczym archidiecezji Caracas, ze stolicą tytularną Nova. Sakry biskupiej udzielił mu 27 maja 1990 ówczesny arcybiskup Caracas - kardynał José Lebrún Moratinos.
22 grudnia 1995 został mianowany biskupem diecezji Los Teques.
14 kwietnia 1999 papież Jan Paweł II mianował go biskupem San Cristóbal. 22 września 2009 został mianowany członkiem Kongregacji Nauki Wiary. W latach 2012–2018 był drugim, a w latach 2018–2025 pierwszym wiceprzewodniczącym Konferencji Episkopatu Wenezueli.
31 października 2024 papież Franciszek przyjął jego rezygnację z pełnionego urzędu, złożoną ze względu na wiek.